# Uralkodóházak listája
Ez a lista a jelenleg uralkodó és a jelenleg nem uralkodó királyi, szultáni, hercegi stb. házakat tartalmazza. A jelenleg regnáló uralkodók neve félkövér betűvel van szedve. A listában olyan országok is szerepelnek, melyek ma nem léteznek, vagy más államon belül helyezkednek el. (Például Buganda)

## Afrika
| Ország            | Ország                         | Dinasztia | Dinasztia    | Uralkodó / Trónkövetelő       |
| ----------------- | ------------------------------ | --------- | ------------ | ----------------------------- |
|                   | Buganda                        |           | Buganda      | II. Muwenda Mutebi            |
|                   | Burundi                        |           | Ntwero       | Rózsa királynő                |
|                   | Közép-afrikai Köztársaság      |           | Bokassa      | I. Bokassa császár            |
|                   | Egyiptom                       |           | Muhammad Ali | II. Fuád király               |
|                   | Etiópia                        |           | Salamon      | II. Zera Yacob császár        |
| VI. Iyasu császár | Etiópia                        |           | Salamon      |                               |
|                   | Lesotho                        |           | Seeiso       | III. Letsie király            |
|                   | Líbia                          |           | Szanúsz      | I. Muhammad király            |
|                   | Marokkó                        |           | Alavi        | VI. Mohammed király           |
|                   | Mohéli/Mwali (Comore-szigetek) |           | Imerina      | Anna Ursula királynő/szultána |
|                   | Ruanda                         |           | Ndahindurwa  | V. Kigeli király              |
|                   | Szudán                         |           | Muhammad Ali | II. Fuád király               |
|                   | Szváziföld                     |           | Dlamini      | III. Mswati király            |
|                   | Tunézia                        |           | Huszajnidák  | IX. Muhammad király           |
|                   | Zanzibár                       |           | Ál Búszaíd   | Dzsamsíd bin Abdulláh szultán |

### Dél-Afrika
| Ország     | Dinasztia                                     | Uralkodó (vagy Trónkövetelő)                    |
| ---------- | --------------------------------------------- | ----------------------------------------------- |
| Dél-Afrika | Mahlangu dinasztia - amaNdebele-kaNdzundza    | III. Ingwenyama Mabhoko király                  |
| Dél-Afrika | Mabhena dinasztia - amaNdebele-kaManala       | Ingwenyama Makhosoke Mabhena király             |
| Dél-Afrika | Bafokeng törzs                                | Kgosi (Király) Leruo Tshekedi Molotlegi         |
| Dél-Afrika | Monomatapa - Balobedu                         | VI. Makobo Constance Modjadji esőkirálynő       |
| Dél-Afrika | Mavunda                                       | Chief Khosi Pheni Ngove                         |
| Dél-Afrika | AmaNyawuza dinasztia - Kelet-Pondoföld        | Mpondombini Thandizulu Sigcau király            |
| Dél-Afrika | AmaNyawuza dinasztia - Nyugat-Pondoföld       | Ndamase Ndamase király                          |
| Dél-Afrika | AmaDlomo és amaHala dinasztiák - Thembu törzs | iNkosi Buyelekhaya Zwelinbanzi Dalindyebo főnök |
| Dél-Afrika | AmaHegebe - Thembu törzs                      | iNkosi Patekile Sango Holomisa főnök            |
| Dél-Afrika | MaKhwinde dinasztia - Venda                   | Khosi Peter Toni Mphephu Ramabulana             |
| Dél-Afrika | AmaRarabe - Xhosa                             | Maxhob'ayakhawuleza Sandile király              |
| Dél-Afrika | AmaTshawe dinasztia (AmaGcaleka - Xhosa)      | Inkosi Enkhulu Zwelonke Sigcawu főnök           |
| Dél-Afrika | Kama dinasztia (AmaGqunukhwebe - Xhosa)       | Inkosi Enkhulu Nkosana Zwelimjongile Kama főnök |
| Dél-Afrika | ImiDushane kaNdlambe - Xhosa                  | Inkosie Enkhulu Ngubesizwe Ludwe Siwane főnök   |
| Dél-Afrika | Senzangakhona-ház (Zulu)                      | Goodwill Zwelithini kaBhekuzulu király          |

## Amerika
| Ország                        | Ország                                | Dinasztia  | Dinasztia                                         | Uralkodó / Trónkövetelő  |
|                               | Antigua és Barbuda                    |            | Windsor                                           | III. Károly brit király  |
|                               | Araucania és Patagonia                |            | Tounens                                           | Fülöp király             |
|                               | Bahama-szigetek                       |            | Windsor                                           | III. Károly brit király  |
|                               | Barbados                              |            | Windsor                                           | III. Károly brit király  |
|                               | Belize                                |            | Windsor                                           | III. Károly brit király  |
|                               | Brazília                              |            | Orléans-Braganza-házOrléans-i ágBraganza mellékág | I. Lajos császár         |
| „III. Péter” címzetes császár | Brazília                              |            | Orléans-Braganza-házOrléans-i ágBraganza mellékág |                          |
|                               | Kanada                                |            | Windsor                                           | III. Károly brit király  |
|                               | Grenada                               |            | Windsor                                           | III. Károly brit király  |
|                               | Jamaica                               |            | Windsor                                           | III. Károly brit király  |
|                               | Haiti                                 |            | Dessalines                                        | ?                        |
| Soulouque                     | Haiti                                 | ?          |                                                   |                          |
|                               | Haiti                                 | Christophe | ?                                                 |                          |
|                               | Mexikó                                |            | Iturbide                                          | II. Miksa császár        |
|                               | Miskito                               |            | Mískita                                           | Norton Cuthbert Clarence |
|                               | Saint Kitts és Nevis                  |            | Windsor                                           | III. Károly brit király  |
|                               | Saint Lucia                           |            | Windsor                                           | III. Károly brit király  |
|                               | Saint Vincent és a Grenadine-szigetek |            | Windsor                                           | III. Károly brit király  |

## Ázsia
| Ország                         | Ország          | Dinasztia | Dinasztia          | Uralkodó / Trónkövetelő                    |
|                                | Abu-Dzabi       |           | Ál Nahján          | Khalifa bin Zayed Al Nahyan sejk           |
|                                | Ajman           |           | Al-Nuaimi          | Humaid bin Rashid Al Nuaimi sejk           |
|                                | Afganisztán     |           | Barakzai           | Ahmed Shah király                          |
|                                | Bahrein         |           | Al-Khalifa         | Hamad ibn Isa Al Khalifah király           |
|                                | Bhután          |           | Wangchuck          | Dzsigme Keszar Namgyel Vangcsuk király     |
|                                | Brunei          |           | Bolkiah            | Hassanal Bolkiah szultán                   |
|                                | Kambodzsa       |           | Norodom            | Norodom Sihamoni király                    |
|                                | Kína            |           | Csing              | Hêngchen császár                           |
|                                | Dubaj           |           | Al-Maktoum         | Mohammed bin Rashid Al Maktoum sejk        |
|                                | el-Fudzseira    |           | Al-Sharqi          | Hamad bin Mohammed Al Sharqi sejk          |
|                                | Irán            |           | Pahlavi            | II. Reza sah                               |
|                                | Irán            |           | Kádzsár            | Mohammad Hassan Mirza sah                  |
|                                | Irak            |           | Hashim             | King Ra'ad                                 |
| King Ali I                     | Irak            |           | Hashim             |                                            |
|                                | Izrael          |           | Dávid-ház          |                                            |
| King Yosef[forrás?]            | Izrael          |           | Dávid-ház          |                                            |
|                                | Japán           |           | Japán császári ház | Naruhito japán császár                     |
|                                | Jordánia        |           | Hasemita-ház       | II. Abdullah király                        |
|                                | Korea           |           | Ji-ház             | Hevon császárnő                            |
| Von trónörökös császári herceg | Korea           |           | Ji-ház             |                                            |
|                                | Indonézia       |           | Yogyakarta-ház     | X. Hamengkubuwono                          |
|                                | Kuvait          |           | El-Szabáh          | Szabáh el-Ahmad el-Dzsáber esz-Szabáh emír |
|                                | Laosz           |           | Khun Lo            | Soulivong király                           |
|                                | Maldív-szigetek |           | Huraa              | Muhammad Nur ud-din király                 |
|                                | Mandzsukuo      |           | Csing              | Purèn császár                              |
|                                | Mianmar         |           | Konbaung           | Taw Phaya király                           |
|                                | Nepál           |           | Sah                | Dnyánendra király                          |
|                                | Omán            |           | Al ‘Bu Sa’id       |                                            |
|                                | Katar           |           | Al-Thani           | Hamad bin Khalifa sejk                     |
|                                | Rász el-Haimi   |           | Al-Qasimi          | Saqr bin Mohammad al-Qasimi sejk           |
|                                | Szaúd-Arábia    |           | Szaúd              | Abdalláh király                            |
|                                | Sharjah         |           | Al-Qasimi          | Dr Sultan bin Mohamed Al-Qasimi sejk       |
|                                | Srí Lanka       |           | Nayakkar           |                                            |
|                                | Thaiföld        |           | Csakri             | IX. Ráma király                            |
|                                | Törökország     |           | Oszmán             | V. Oszmán                                  |
|                                | Umm Al-Quwain   |           | Al-Mu'alla         | III. Rashid ibn Ahmad Al Mu'alla sejk      |
|                                | Vietnám         |           | Nguyễn             | Bảo Thắng császár                          |
|                                | Jemen           |           | Al-Qasimi          | Ageel bin Muhammad al-Badr király          |

### Malajzia
| Ország          | Uralkodóház           | Uralkodó | Jegyzet                                                                          |  |
| Kedah           | Kedah dinasztia       | Al-Sultan Almu'tasimu Billahi Muhibbudin Tuanku Abdul Halim Al-Haj Mu'adzam Shah ibni Almarhum Sultan Badlishah       | Az 5. Yang di-Pertuan Agong (Malajzia királya) 1970-től 1975-ig                  |  |
| Pahang          |                       | Sultan Haji Ahmad Shah Al-Mustain Billah ibni Almarhum Sultan Sir Abu Bakar Riayatuddin Al-Muadzam Shah               | A 7. Yang di-Pertuan Agong (Malajzia királya) 1976-tól 1984-ig                   |  |
| Johor           | Johor dinasztia       | Iskandar Al-Haj ibni Almarhum Sultan Sir Ismail Al-Khalidi szultán                                                    | A 8. Yang di-Pertuan Agong (Malajzia királya) 1984-től 1989-ig                   |  |
| Perak           | Perak szultánjai      | Azlan Muhibbudin Shah ibni Almarhum Sultan Yusuff Izzudin Shah Ghafarullahu-lahu szultán                              | A 9. Yang di-Pertuan Agong (Malajzia királya) 1989-től 1994-ig                   |  |
| Negeri Sembilan |                       | Tuanku Jaafar ibni Almarhum Tuanku Abdul Rahman                                                                       | A 10. Yang di-Pertuan Agong (Malajzia királya) 1994-től 1999-ig                  |  |
| Perlis          |                       | Tuanku Syed Sirajuddin ibni Almarhum Tuanku Syed Putra Jamalullail                                                    | A 12. Yang di-Pertuan Agong (Malajzia királya) 2001-től 2006-ig                  |  |
| Terengganu      | Terengganu szultánjai | Al Wathiqu Billah, Al-Sultan Mizan Zainal Abidin Ibni Almarhum Al-Sultan Mahmud Al-Muktafi Billah Shah Al-Haj szultán | a 13.Yang di-Pertuan Agong(Malajzia királya) 2006-2011, a Yang di-Pertuan Agong. |  |
| Kelantan        |                       | Tuanku Al-Sultan Ismail Petra ibni Almarhum Al-Sultan Yahya Petra                                                     |                                                                                  |  |
| Selangor        | Selangor szultánjai   | Sharafuddin Idris Shah Al-Haj ibni Almarhum Sultan Salahuddin Abdul Aziz Shah Al-Haj szultán                          |                                                                                  |  |

## Európa
| Ország                          | Ország                            | Dinasztia                                                 | Dinasztia                                                 | Uralkodó / Trónkövetelő                       |
|                                 | Albánia (Fejedelemség)            |                                                           | Wied                                                      | Kihalt                                        |
|                                 | Albánia (Királyság)               |                                                           | Zogu                                                      | II. Leka király                               |
|                                 | Anhalt                            |                                                           | Aszkániai                                                 | II. Eduárd herceg                             |
|                                 | Ausztria                          |                                                           | Habsburg–Lotaringiai                                      | II. Károly császár                            |
|                                 | Baden                             |                                                           | Zähringen                                                 | Miksa nagyherceg                              |
|                                 | Bajorország                       |                                                           | Hohenzollern                                              | I. Ferenc király                              |
|                                 | Belgium                           |                                                           | WettinSzász–Coburg–Gotha ág                               | Fülöp király                                  |
|                                 | Braunschweig                      |                                                           | EsteGuelph ágHannover alág                                | III. Ernő Ágost herceg                        |
|                                 | Bulgária                          |                                                           | WettinSzász–Coburg–Gotha ág                               | II. Simeon                                    |
|                                 | Csehország                        |                                                           | Habsburg–Lotaringiai                                      | V. Károly király                              |
|                                 | Dánia                             |                                                           | OldenburgGlücksburg ág                                    | X. Frigyes                                    |
|                                 | Egyesült Királyság                |                                                           | Windsor                                                   | III. Károly brit király                       |
|                                 | Finnország                        |                                                           | HesseniHessen–Kassel ág                                   | Móric nagyherceg                              |
|                                 | Franciaország (Bourbon királyság) |                                                           | BourbonLegitimista ág                                     | XX. Lajos király                              |
|                                 | Franciaország (Júliusi monarchia) |                                                           | Bourbon Orléans-i ág                                      | VII. Henrik király                            |
| Franciaország (Császárság)      |                                   | Bonaparte                                                 | VII. Napóleon császár                                     |                                               |
|                                 | Görögország                       |                                                           | OldenburgGlücksburg ág                                    | II. Konstantin király                         |
|                                 | Grúzia                            |                                                           | BagrationiGrúz ág                                         | I. Nugzar király                              |
| BagrationiBagrationi-Muhrani ág | Grúzia                            | XIII. Dávid király                                        |                                                           |                                               |
|                                 | Hannover                          |                                                           | EsteGuelph ágHannover alág                                | V. Ernő Ágost király                          |
|                                 | Hessen                            |                                                           | HesseniHessen–Kassel ág                                   | Móric nagyherceg                              |
|                                 | Hessen–Kassel                     | Móric választófejedelem                                   | HesseniHessen–Kassel ág                                   |                                               |
|                                 | Hohenzollern–Hechingen            |                                                           | HohenzollernSigmaringen ág                                | Frigyes Vilmos herceg                         |
| Hohenzollern–Sigmaringen        |                                   |                                                           | HohenzollernSigmaringen ág                                | Frigyes Vilmos herceg                         |
|                                 | Hollandia                         |                                                           | LippeOránia–Nassau ág                                     | Vilmos Sándor király                          |
|                                 | Horvátország                      |                                                           | Habsburg-Lotaringiai-ház                                  | V. Károly király                              |
|                                 | Írország                          |                                                           | Windsor                                                   | II. Erzsébet brit királynő                    |
|                                 | Izland                            |                                                           | OldenburgGlücksburg ág                                    | I. Margit királynő                            |
|                                 | Jugoszlávia                       |                                                           | Karagyorgyevics                                           | II. Sándor király                             |
|                                 | Lengyelország                     |                                                           | Habsburg–Lotaringiai                                      | II. Károly király                             |
|                                 | Lengyelország                     | Jagelló                                                   | ?                                                         |                                               |
|                                 | Lengyelország                     | Leszczyński                                               | ?                                                         |                                               |
|                                 | Lengyelország                     | Piast                                                     | ?                                                         |                                               |
|                                 | Lengyelország                     | Poniatowski                                               | ?                                                         |                                               |
|                                 | Lengyelország                     | Přemysl                                                   | ?                                                         |                                               |
|                                 | Lengyelország                     | Holstein–Gottorp–RomanovHolstein–Gottorp ágOldenburg főág | III. Miklós király                                        |                                               |
| Mária királynő                  | Lengyelország                     | Holstein–Gottorp–RomanovHolstein–Gottorp ágOldenburg főág |                                                           |                                               |
|                                 | Lengyelország                     | Wettin                                                    | ?                                                         |                                               |
|                                 | Liechtenstein                     |                                                           | Liechtenstein                                             | II. János Ádám herceg                         |
|                                 | Lippei Hercegség                  |                                                           | Lippei                                                    | Ármin herceg                                  |
| Frigyes Vilmos herceg           | Lippei Hercegség                  |                                                           | Lippei                                                    |                                               |
|                                 | Litvánia                          |                                                           | WürttembergiUrachi ág                                     | Károly Anzelm király                          |
|                                 | Luxemburg                         |                                                           | BourbonPármai ágNassau–Weilburg ág                        | Henrik nagyherceg                             |
|                                 | Magyar Királyság                  |                                                           | Habsburg–Lotaringiai                                      | V. Károly király                              |
|                                 | Málta                             |                                                           | WettinSzász–Coburg–Gothai vonalrenamed Windsor            | II. Erzsébet királynő                         |
|                                 | Mecklenburgi Hercegség            |                                                           | Mecklenburgi Mecklenburg–Strelitz ág                      | György Borwin nagyherceg                      |
|                                 | Modena és Reggio                  |                                                           | Habsburg-LotaringiaiHabsburg–Estei ág                     | Lőrinc belga királyi herceg, osztrák főherceg |
|                                 | Monaco                            |                                                           | Grimaldiagnatically Polignac                              | II. Albert                                    |
|                                 | Montenegró                        |                                                           | Petrovic-Njegoš                                           | II. Miklós király                             |
|                                 | Navarra                           |                                                           | Bourbon                                                   | I. Aliz királynő                              |
|                                 | Németország                       |                                                           | Hohenzollern                                              | György Frigyes császár                        |
|                                 | Norvégia                          |                                                           | OldenburgGlücksburg ág                                    | V. Harald király                              |
|                                 | Olaszország                       |                                                           | Savoyai                                                   | IV. Viktor Emánuel király                     |
| SavoyaiAostai ág                | Olaszország                       | Amadé király                                              |                                                           |                                               |
|                                 | Oldenburgi Nagyhercegség          |                                                           | OldenburgHolstein–Gottorp ág                              | Antal Günther nagyherceg                      |
|                                 | Oroszország                       |                                                           | Holstein–Gottorp–RomanovHolstein–Gottorp ágOldenburg főág | III. Miklós cár                               |
| Mária cárnő                     | Oroszország                       |                                                           | Holstein–Gottorp–RomanovHolstein–Gottorp ágOldenburg főág |                                               |
|                                 | Párma                             |                                                           | Bourbon                                                   | I. Károly Hugó pármai herceg                  |
|                                 | Portugália                        |                                                           | Bragança                                                  | III. Duarte király                            |
|                                 | Portugália                        | WettinBragança–Szász–Coburg–Gothai ág                     | Királyság vége                                            |                                               |
|                                 | Poroszország                      |                                                           | Hohenzollern                                              | György Frigyes király                         |
|                                 | Reuss idősebb ág                  |                                                           | Reussi-ház                                                | IV. Henrik herceg                             |
|                                 | Reuss fiatalabb ág                |                                                           | Reussi-ház                                                | IV. Henrik herceg                             |
|                                 | Románia                           |                                                           | Hohenzollern-házSigmaringen-ág                            | I. Mihály király                              |
|                                 | Schaumburg–Lippe                  |                                                           | Lippe                                                     | Sándor herceg                                 |
|                                 | Spanyolország                     |                                                           | Bourbon                                                   | VI. Fülöp spanyol király                      |
|                                 | Svédország                        |                                                           | Bernadotte                                                | XVI. Károly Gusztáv király                    |
|                                 | Szász–Coburg–Gotha                |                                                           | Wettin-ház Szász–Coburg–Gotha ág                          | András herceg                                 |
|                                 | Szász–Meiningen                   |                                                           | Wettin-ház Szász–Meiningeni ág                            | Konrád herceg                                 |
|                                 | Szász–Weimar–Eisenach             |                                                           | Wettin-ház Szász–Weimar–Eisenachi ág                      | Mihály nagyherceg                             |
|                                 | Szászország                       |                                                           | Wettin-ház                                                | Mária Emánuel király                          |
|                                 | Szerbia                           |                                                           | Karagyorgyevics                                           | II. Sándor király                             |
|                                 | Toszkána                          |                                                           | Habsburg–Lotaringiai                                      | Zsigmond nagyherceg                           |
|                                 | Két Szicília                      |                                                           | BourbonKét Szicília ág                                    | VIII. Károly király                           |
| I. Károly király                | Két Szicília                      |                                                           | BourbonKét Szicília ág                                    |                                               |
|                                 | Waldeck és Pyrmont                |                                                           | Waldeck                                                   | Wittekind Adolf herceg                        |
|                                 | Württemberg                       |                                                           | Württemberg                                               | Károly király                                 |